# Paul Gerhardt
Pour les articles homonymes, voir Gerhardt.
 Paul Gerhardt, né le 12 mars 1607 à Gräfenhainichen (Saxe-Anhalt) et mort le 27 mai 1676 à Lübben (Brandebourg), est un théologien luthérien et poète, l'un des principaux auteurs de chants religieux en langue allemande.

## Biographie

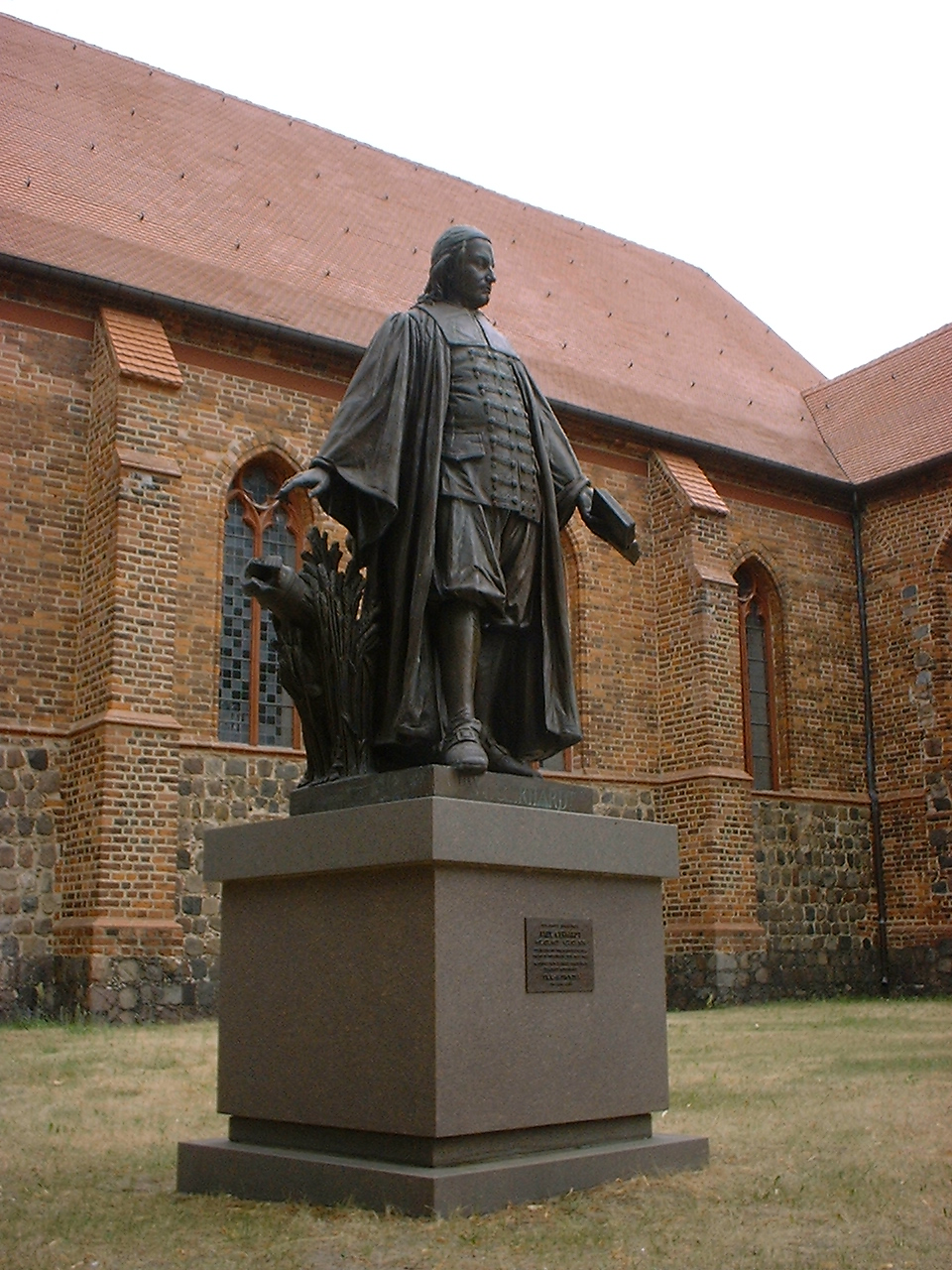
Statue de Paul Gerhardt, à Mittenwalde.

Fils du bourgmestre Christian Gerhardt, Paul entre à 15 ans au lycée Saint-Augustin de Grimma, réputé pour la discipline qui y règne ainsi que pour sa formation spécialisée du clergé. L'institution est quasiment fermée en 1626 en raison d'une épidémie de peste, mais le jeune pensionnaire y reste et obtient son diplôme en 1627. Il s'inscrit à l'université de Wittenberg et reçoit l'enseignement de deux personnalités fort influentes dans la propagation de la doctrine de Luther, Paul Röber et Jacob Martini. Diplômé vers 1642, il ne trouve pas de poste de pasteur en raison des troubles de la guerre de Trente Ans. Il se rend à Berlin et devient précepteur dans la famille de l'avocat Andreas Barthold.
Paul Gerhardt croise alors Johann Crüger, cantor de l'église Saint-Nicolas de Berlin et compositeur. Celui-ci est séduit par les textes de Gerhardt et les emploie comme la trame de son propre recueil de chorals luthériens. Les deux hommes resteront très liés. En septembre 1651, Gerhardt obtient un poste de pasteur à Mittenwalde, une petite ville au sud de Berlin où il crée un important corpus d'hymnes. En 1653 paraît la cinquième édition du livre de chants de Crüger, dans lequel figurent 64 nouveaux chants de Gerhardt.
En 1655 Paul Gerhardt épouse Anna Maria Barthold, fille de l'avocat Andreas Barthold qui lui avait offert son premier poste à Berlin. Un premier enfant naît en 1656 mais meurt en bas âge. De quatre autres enfants, un seul survit à ses parents.

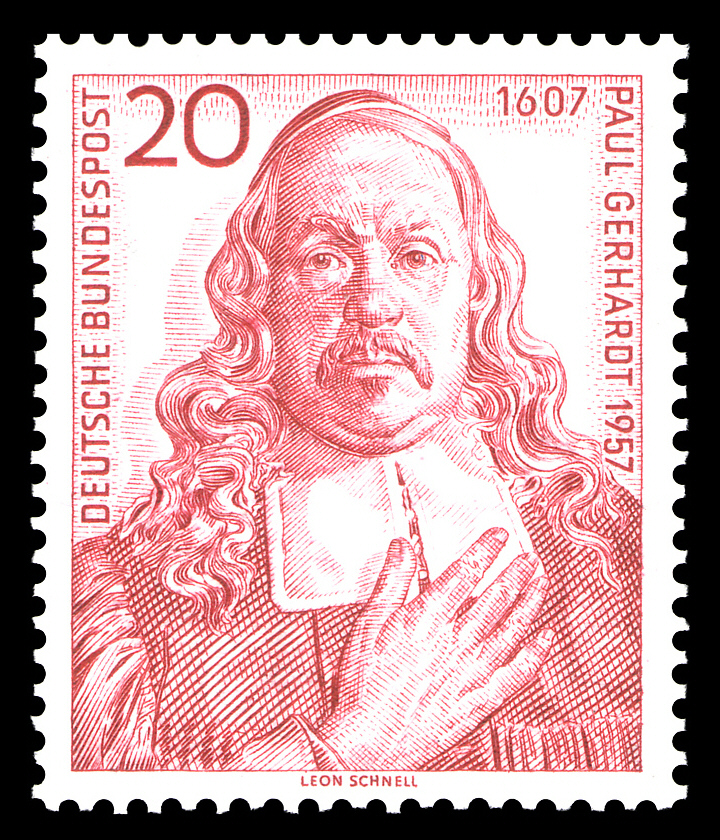
Timbre à l'effigie de Paul Gerhardt.

Gerhardt revient en 1657 à Berlin comme diacre de l'église Saint-Nicolas. Le prince électeur d'alors, Frédéric-Guillaume Ier de Brandebourg, est calviniste et le luthérien Paul Gerhardt doit faire preuve de beaucoup de diplomatie dans ses interventions. La qualité de ses prêches lui attire les faveurs de Louise Henriette d'Orange Nassau, l'épouse du prince électeur. Paul Gerhardt arrive ainsi à se maintenir à son poste jusqu'en 1666, date à laquelle il est révoqué car il refuse de signer l'édit de tolérance du prince. Il est réintégré l'année d'après mais refuse le poste. Sa « protectrice » meurt ainsi que sa femme la même année. En octobre 1668, et obtient une nomination à Lübben comme archidiacre, poste qu'il intègre en 1669. Il y finit sa vie.
Johann Sebastian Bach a repris des textes de Gerhardt dans ses cantates BWV 32, 40, 65, 74, 92, 103, 108, 153, 159, 176, 183, 194 et 195 ; le motet BWV 228 ; l'Oratorio de Noël BWV 248 ; le motet BWV 384 ; les air spirituels BWV 441, 448, 451, 460, 469 et 489 ; enfin, les airs BWV 511 et 512; la Passion selon saint Matthieu .

## Œuvre

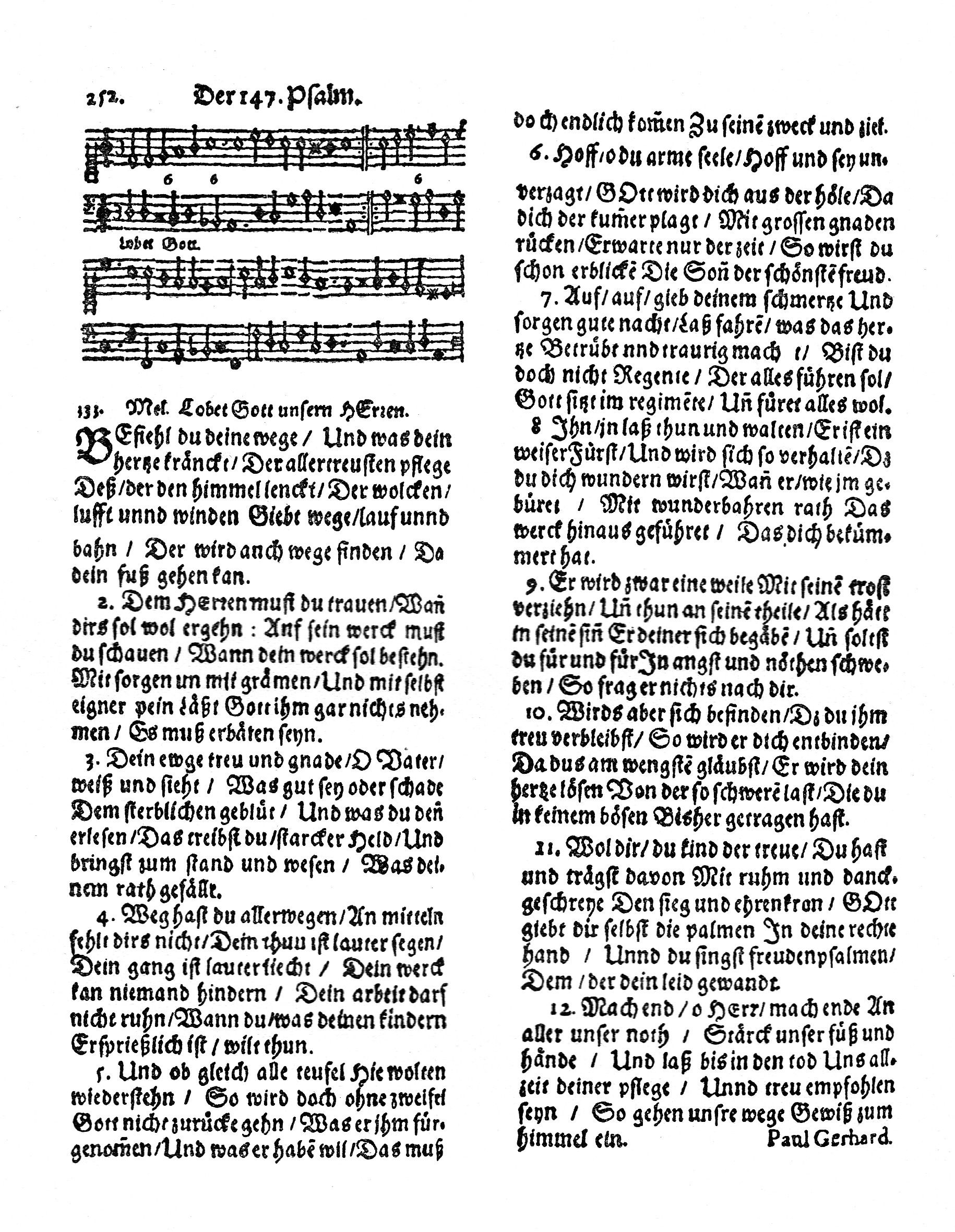
Tirage du chant Befieht du deine Wege (1676).

Les références se rapportent aux livres de chants chrétiens :
- EG: Evangelisches Gesangbuch;
- RG: Evangelisch-reformiertes Gesangbuch der deutschsprachigen Schweiz;
- F&L: freikirchliches Gesangbuch Feiern & Loben (de);
- GL: katholisches Gotteslob;
- NG: Neuapostolisches Gesangbuch (de);
- AK: Alt-Katholisches Gesangbuch Eingestimmt (de);
- MG: Mennonitisches Gesangbuch (de)

Chants :
- Auf, auf, mein Herz, mit Freuden nimm wahr, was heut geschicht, Osterlied (EG 112, F&L 256, MG 305)
- Befiehl du deine Wege (EG 361, RG 680, NG 146, F&L 428, MG 343), basé sur le psaume 37 „Befiehl dem Herrn deine Wege und hoffe auf ihn, er wird’s wohl machen“. Chaque verset commence par un de ces mots (acrostiches). Utilisé par Johann Sebastian Bach dans la Passion selon saint Matthieu.
- Die güldne Sonne (EG 449, RG 571, F&L 457, MG 200)
- Du bist ein Mensch, du weißt das wohl (RG 677)
- Du meine Seele singe (EG 302, RG 98, NG 257, F&L 48, MG 85)
- Ein Lämmlein geht und trägt die Schuld, Passionslied (EG 83)
- Fröhlich soll mein Herze springen, Weihnachtslied (EG 36, RG 400, AK 349, F&L 206, MG 255)
- Geh aus, mein Herz, und suche Freud, Sommerlied (EG 503, RG 537, AK 658, F&L 493, MG 455)
- Gib dich zufrieden und sei stille (EG 371, RG 683, NG 149)
- Herr, der du vormals hast dein Land (EG 283)
- Ich bin ein Gast auf Erden (EG 529, RG 753)
- Ich hab in Gottes Herz und Sinn, base de la cantate de Bach BWV 92
- Ich singe dir mit Herz und Mund (EG 324, RG 723, NG 258, F&L 52, MG 45)
- Ich steh an deiner Krippen hier (EG 37, RG 402, GL 141, NG 17, AK 329, F&L 208, MG 251), mis en musique par Johann Sebastian Bach.
- Ich weiß, mein Gott, daß all mein Tun (EG 497)
- Ist Gott für mich, so trete (EG 351, RG 656, NG 150, F&L 316, MG 437), traduits en anglais en 1855 par Catherine Winkworth : If Jesus be my friend
- Kommt und laßt uns Christum ehren (EG 39, RG 403, NG 19, AK 331, F&L 210, MG 261)
- Lobet den Herren alle, die ihn ehren (EG 447, RG 570, GL 447, NG 151, AK 687, F&L 460, MG 16)
- Nun danket all und bringet Ehr (EG 322, RG 235, GL 267, AK 581, F&L 53, MG 52)
- Nun freut euch hier und überall, Osterlied (RG 476, AK 420)
- Nun lasst uns gehn und treten, chant sur le nouvel an (EG 58, RG 548, NG 29, AK 709, F&L 230, MG 273)
- Nun ruhen alle Wälder, Abendlied (EG 477, RG 594, NG 323, F&L 474, MG 229).
- O Haupt voll Blut und Wunden, Traduction du texte latin « Salve caput cruentatum » d'Arnulf de Louvain (traditionnellement attribué à Bernard de Clairvaux), utilisé par Johann Sebastian Bach dans la Passion selon saint Matthieu (EG 85, RG 445, GL 179, NG 43, AK 372, F&L 241, MG 291)
- O Herz des Königs aller Welt (AK 471)
- O Jesu Christ, mein schönstes Licht (RG 654)
- O Welt, sieh hier dein Leben, Passionslied (EG 84, RG 441, F&L 246)
- Sollt ich meinem Gott nicht singen (EG 325, RG 724 und 725, NG 259, F&L 54, MG 18 und 19)
- Wach auf, mein Herz, und singe (EG 446, RG 568, F&L 461, MG 209 und 210)
- Warum sollt ich mich denn grämen?  (EG 370, RG 678, NG 152, F&L 387, MG 381)
- Wer wohlauf ist und gesund (EG-Württemberg 674, MG 62)
- Wie soll ich dich empfangen Adventslied, utilisé par Johann Sebastian Bach dans l'Oratorio de Noël. (EG 11, RG 367, NG 3, AK 307, F&L 182, MG 236 und 237)
- Wir singen dir, Immanuel
- Zeuch ein zu deinen Toren, Pfingstlied (EG 133, RG 508, F&L 280, MG 318)

### Article contextuel
- Johann-Georg Ebeling